# Wael El-Quabbani
Wael Al-Quabbani (in arabo وائل القباني‎?; 2 settembre 1976) è un ex calciatore egiziano, di ruolo difensore.

## Carriera

### Club
Ha giocato nel campionato egiziano, vincendolo 3 volte.

### Nazionale
Con la maglia della Nazionale egiziana ha collezionato7 presenze in due anni di militanza.

## Palmarès

### Club

#### Competizioni nazionali
- Campionato egiziano: 3

Zamalek: 2000-01, 2002-03, 2003-04
- Supercoppa d'Egitto: 1

Zamalek: 2001